# Molten (personaggio)
Molten (chiamato Molten Man, letteralmente "uomo fuso", in inglese) il cui vero nome è Mark Allan Raxton, è un personaggio dei fumetti, creato da Stan Lee (testi) e Steve Ditko (testi e disegni), pubblicato dalla Marvel Comics. La sua prima apparizione avviene in The Amazing Spider-Man (prima serie) n. 28.

## Biografia del personaggio
Il personaggio, il cui vero nome nella fiction era Mark Raxton, era uno scienziato impaziente di diventare ricco grazie a una lega di metallo liquido ideata dal professor Smythe. Durante un alterco con quest'ultimo, la lega gli si riversò addosso e la sua pelle l'assorbì, trasformandolo nel pericoloso Molten Man, l'uomo di metallo fuso.

### Civil War
Durante gli avvenimenti di Civil War, Molten Man si alleerà con Camaleonte per attaccare l'Uomo Ragno. Verrà arrestato dopo essere stato battuto da Capitan America e da Punisher.

## Poteri e abilità
Molten Man ricevette i suoi poteri dopo l'esposizione ad una lega liquida metallica-organica ottenuta da un meteorite scoperta da Spencer Smythe. La sua pelle assorbì completamente la lega sperimentale, trasformando tutti i suoi tessuti esterni del corpo in un solido substrato metallico, insieme ai suoi calzoncini, alla cintura e agli stivali che indossava al momento dell'incidente. Come risultato Molten Man entra in possesso di una superforza (abbastanza alta da riuscire a sollevare un lampione senza troppi sforzi) e la sua pelle metallica grazie alla sua capacità di ridurre gli attriti gli dona un alto grado di resistenza ai danni fisici. Le dita metalliche permettono a Raxton di aprire facilmente diverse serrature (facendo di lui un esperto scassinatore), e la sua pelle è così scivolosa che non può essere intrappolato dalle ragnatele di Spider-Man. La sua pelle può inoltre generare un intenso calore, bruciando tutto ciò che tocca e permettendogli di lanciare proiettili di fuoco ai suoi nemici. In un'occasione la sua pelle era diventata come lava fusa, permettendogli di proteggersi da un calore di oltre 300 °F (149 °C). In questa forma fusa la pelle di Molten Man raggiunge uno stadio critico nel quale rischia di sciogliere il suo stesso corpo.

## Altre versioni

### Versione Ultimate
Nell'Universo Ultimate Mark Raxton è il chitarrista di un gruppo Punk Rock locale chiamato "Molten". Dopo che Peter ha mollato Mary Jane, Mark le chiede di uscire, ma viene respinto. Differentemente con la versione originale, non sembra avere nessuna parentela con Liz Allan.

## Altri media

### Animazione
Molten Man è apparso nelle serie animate The Spectacular Spider-Man, Ultimate Spider-Man e Spider-Man.

### Cinema

#### Marvel Cinematic Universe
Un immaginario membro degli Elementali è ispirato a Molten Man ed apparso come uno degli antagonisti terziari nel film del Marvel Cinematic Universe Spider-Man: Far from Home (2019).